# Taskent
Taskent (üzbégül: Toshkent, cirill betűkkel: Тошкент, tádzsikul: Тошканд/Toskand ill. تاشکند,  oroszul: Ташкент) Üzbegisztán fővárosa, amely a selyemúttól északra, a kazah határnál, a Tien-san hegység nyugati peremén elhelyezkedő iparváros (gép- és repülőgépgyártás, gyapotfeldolgozás, élelmiszeripar), közlekedési csomópont metróval és repülőtérrel, kulturális központ egyetemmel, főiskolával, kutatóintézettel, színházzal, múzeummal, obszervatóriummal és állatkerttel. A város egyik modern ismertetőjele a tévétorony.

## Történelme
Írásos források először a 3. században említik. Eredeti neve Tsots, később Toskant, a kínai és török kő, illetve köves város szavakból állt össze. Az első mai város területén lévő települések a 4–5. században alakultak ki.
751-ben arab haderők a nyugati határnál eljutottak az itt lévő kínai helyőrségig és a talaszi csatában győzelmet arattak. Így lett a térség az iszlám világ része. Akkoriban ez volt az arab kolóniák határa. Ugyanakkor ez a terület volt az iszlám keleti határa. A 9. és 10. században a város a számánida birodalom része volt. A városra a 11. században használták először a Taskent nevet.
1220-ban Dzsingisz kán meghódította a majdani üzbég fővárost. A 14. században Timur Lenk visszaszerezte a területet, és egy birodalmat alapított itt, amely 1510-ig működött. 
A 17. és 18. században I. Péter orosz cár az Orosz Birodalom részévé tette. A nagy októberi szocialista forradalom után a Türkesztáni autonóm szovjet szocialista köztársaság fővárosa volt.
A függetlenséget 1991. szeptember 1-jén nyerte el a Szovjetuniótól.

## Földrajz

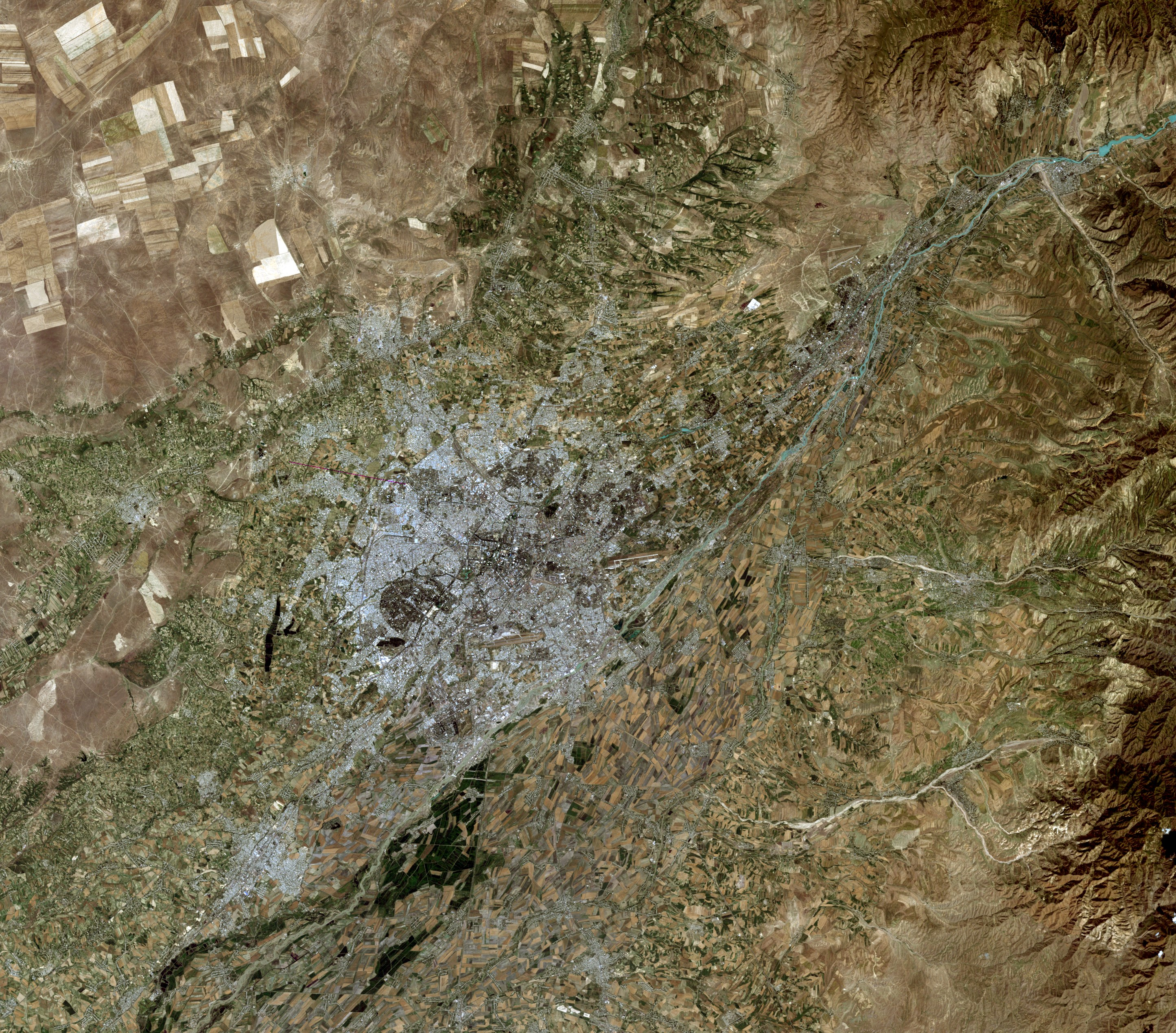
Műholdfelvétel Taskentről

Taskent egy sík területen fekszik az Altaj hegység lábánál, 500 méteres tengerszint feletti magasságban. 
A város egy aktív tektonikus terület felett fekszik, ezért gyakori a földrengés, 1966-ban egy a Richter-skála szerinti 7,5-ös erősségűt jegyeztek fel itt.

### Éghajlat
A város éghajlata mediterrán (Köppen: Csa), erős kontinentális hatással (Köppen: Dsa). A tél hideg és hóesés is jellemző, a nyár pedig hosszú, forró és száraz. A legtöbb csapadék decemberben, januárban és februárban fordul elő, a hóesés mértéke átlagosan 70 cm évente. A nyári időszakban nagyon kevés csapadék hullik, különösen a júniustól szeptemberig tartó időszakban. Az évi napsütés 2800 óra körül alakul.
| Hónap                                                                              | Jan.  | Feb.  | Már.  | Ápr. | Máj. | Jún. | Júl. | Aug. | Szep. | Okt.  | Nov.  | Dec.  | Év    |
| ---------------------------------------------------------------------------------- | ----- | ----- | ----- | ---- | ---- | ---- | ---- | ---- | ----- | ----- | ----- | ----- | ----- |
| Rekord max. hőmérséklet (°C)                                                       | 22,2  | 25,7  | 32,5  | 36,4 | 39,3 | 43,0 | 44,6 | 43,1 | 39,8  | 37,5  | 31,1  | 27,3  | 44,6  |
| Átlagos max. hőmérséklet (°C)                                                      | 6,2   | 8,1   | 14,0  | 22,1 | 27,1 | 33,2 | 35,8 | 34,2 | 29,0  | 21,4  | 14,4  | 8,9   | 21,3  |
| Átlaghőmérséklet (°C)                                                              | 1,8   | 3,4   | 9,0   | 16,1 | 20,3 | 25,6 | 27,7 | 25,9 | 20,9  | 14,5  | 9,1   | 4,5   | 15,0  |
| Átlagos min. hőmérséklet (°C)                                                      | −2,6  | −1,4  | 4,0   | 10,1 | 13,5 | 17,9 | 19,6 | 17,5 | 12,7  | 7,5   | 3,7   | 0,1   | 8,6   |
| Rekord min. hőmérséklet (°C)                                                       | −28,0 | −25,6 | −16,9 | −6,3 | −1,7 | 3,8  | 8,2  | 3,4  | 0,1   | −11,2 | −22,1 | −29,5 | −29,5 |
| Átl. csapadékmennyiség (mm)                                                        | 57    | 57    | 64    | 59   | 40   | 10   | 3    | 2    | 6     | 29    | 41    | 53    | 421   |
| Havi napsütéses órák száma                                                         | 117   | 127   | 164   | 216  | 303  | 363  | 384  | 365  | 300   | 226   | 150   | 105   | 2820  |
| Forrás: Centre of Hydrometeorological Service of Uzbekistan, Hong Kong Observatory |       |       |       |      |      |      |      |      |       |       |       |       |       |

## Közlekedés

### Légi
A város nemzetközi repülőtere az Islom Karimov Taskent nemzetközi repülőtér.

### Tömegközlekedés
A taskenti metró 1977-ben 3 vonalon 39 km pályahosszal indult el. 2020-ban átadtak egy új metróvonalat. A villamosközlekedés 2016-ban teljesen megszűnt, hossza 130 km volt. Trolibusz 1947 óta működik a városban.

## Híres emberek
- Artur Grigoryan, örmény ökölvívó (világbajnok 1996-2004-ig)
- Dschamolidin Abduschaparov, kerékpáros
- Alekszandr Vjacseszlavovics Alekszejev, orosz ökölvívó
- Genrih Szaulovitcs Altsuller, orosz mérnök és tudós
- Jakub Bek, közép-ázsiai uralkodó
- Habibullah Khán, 1901 és 1919 között afgán emír.
- Rustam Qosimjonov, sakknagymester
- Elena Kats-Chernin, zeneszerző
- Alexander Knaifel, csellista és zeneszerző
- Yodgor Obid, költő és polgári aktivista
- Peter Odemwingie, focista
- Sulfija Sabirowa, gyorskerékpározónő
- Viktor Ivanovics Szarianyigyi, orosz archeológus
- Rashid Sunyaev, asztrofizikus
- Guryanov Mikhail, mérnök
- Mirdjalal Kasimov, focista
- Alik Szaharov, operatőr, rendező
- Shahzoda, énekesnő
- Leftheris Pantazis, énekes

## Testvérvárosai
- Dnyipro, Ukrajna
- Seattle, Amerikai Egyesült Államok
- Berlin, Németország
- Isztambul, Törökország
- Karacsi, Pakisztán